# Ijuin Tadamune
Tadamune Ijūin (伊集院 忠棟?; 1541? – 1599) è stato un samurai giapponese del periodo Sengoku, servitore del clan Shimazu.
Ijūin Tadamune era figlio di Ijūin Tadaao e un servitore degli Shimazu che prese parte a molte campagne e battaglie di Shimazu Yoshihisa, inclusa la battaglia di Mimigawa.
Iniziò la sua carriera come musicista e fu promosso a rōjū nel 1566. Combatté per gli Shimazu nella conquista della provincia di Higoe e nella battaglia di Okitanawate.
Durante l'invasioni di Kyūshū da parte di Toyotomi Hideyoshi nel 1587, Tadamune e Shimazu Iehisa furono i primi nella provincia di Hyūga a sottomettersi all'autorità di Hideyoshi. Tadamune finì per assistere nelle trattative tra Hideyoshi e gli Shimazu. Impressionò Hideyoshi e gli fu assegnato un territorio nella provincia di Ōsumi. Ricoprendo già una posizione di privilegio anche tra i vecchi servitori Shimazu, ottenne anche una posizione speciale tra i vassalli di Hideyoshi. Tadamune sviluppò una stretta relazione con Ishida Mitsunari. Nel 1595 lavorò sotto Mitsunari per agevolare un'indagine di Hideyoshi nel territorio di Shimazu. Una volta completata l'indagine Tadamune fu trasferito da Koyama, in un feudo di 80.000 koku. Ha poi guidato oltre 2000 uomini nella seconda invasione della Corea di Hideyoshi (1597-98). 
Tuttavia, dopo la morte di Hideyoshi, fu convocato nel 1599 nella residenza di Shimazu Tadatsune dove fu assassinato. Ijuin Tadazane fu suo erede.